# 주와이외즈

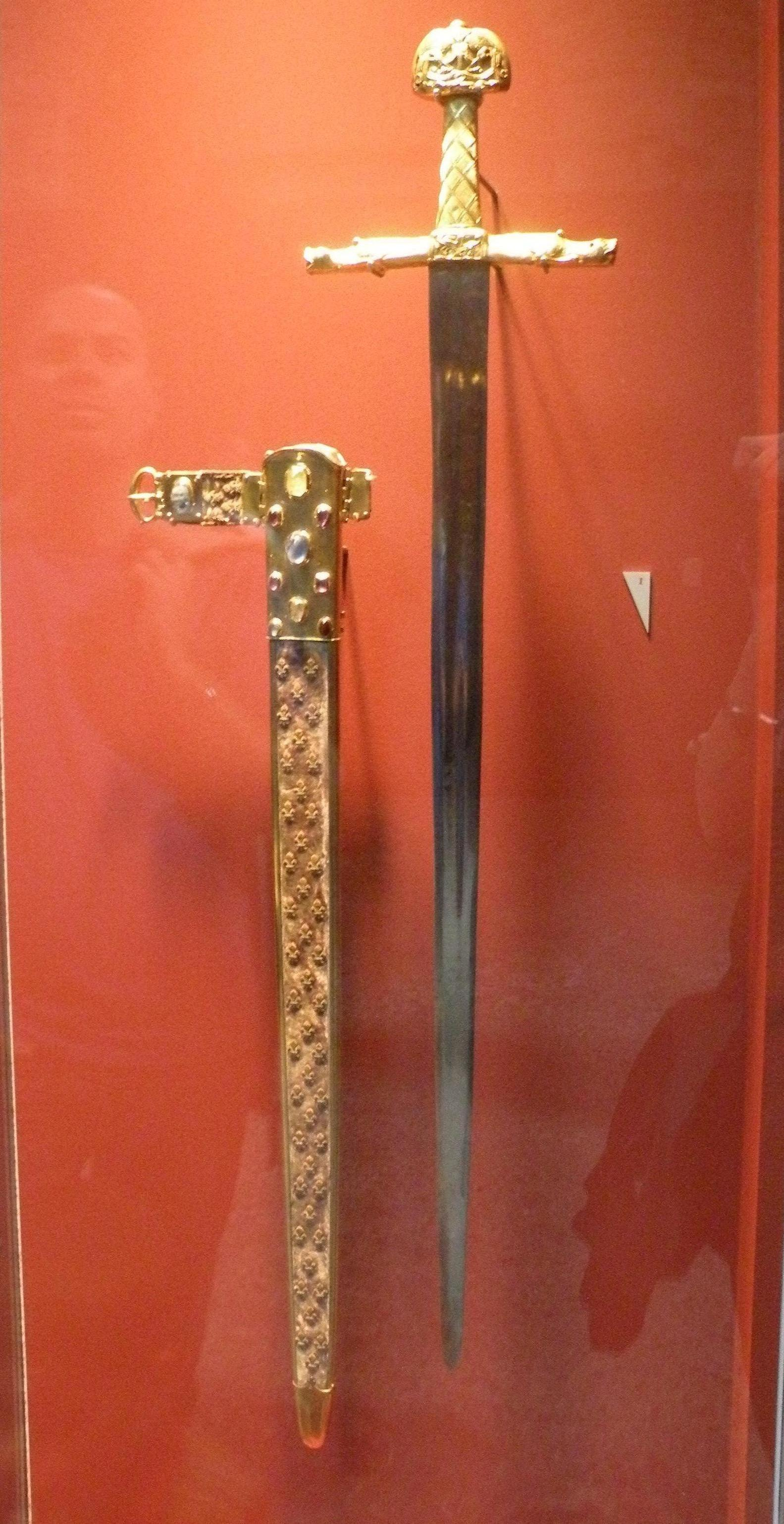
주와이외즈

주와이외즈(프랑스어: Joyeuse)는 카롤루스 대제가 사용했다고 전해지는 검이다. 샤를마뉴 전설에 따르면 주와이외즈의 폼멜 안에는 롱기누스의 창이 봉입되어 있고 뒤랑달 및 코르탱과 동일한 재료로 벼려졌다고 하며, 역사상에서의 주와이외즈는 1270년에 필리프 3세의 대관식부터 1824년 샤를 10세의 대관식까지 프랑스의 왕권을 상징하는 검으로서 프랑스 왕국의 왕이 대관식을 치를 때마다 사용되었고, 오늘날에는 루브르 박물관에 보관되어 있다.